# Berthe Raharijaona
Berthe Raharijaona (1908-2003) là một luật sư ở Madagascar.

## Đời sống
Berthe Raharijaona sinh ra ở Madagascar năm 1908. Bà theo học trường trung học Jules Ferry và sau đó sẽ giữ chức chủ tịch danh dự của hiệp hội cựu sinh viên của trường. Bà đã trở thành người phụ nữ Malagasy đầu tiên nhận được bằng khi bà được trao bằng cử nhân vào năm 1929. Raharijaona là một thành viên của Hiệp hội Kitô giáo Nữ Malagasy và sau đó, bà được ủy thác nghiên cứu vào kinh thánh và dịch sang tiếng Malagasy.
Raharijaona là nữ luật sư đầu tiên được gọi đến quán bar ở Madagascar. Raharijaona là một người biện hộ danh dự tại Tòa phúc thẩm và cũng đại diện cho khách hàng tại Tòa án Tối cao Madagascar.
Raharijaona cũng là một nhà văn học thuật, viết bài cho tạp chí của Học viện Malagasy về luật Malagscy và cũng có những tác phẩm được xuất bản trên các nhà cai trị lịch sử của Madagascar, đặc biệt là các nhà cai trị phụ nữ. Bà là phó chủ tịch của Khoa Khoa học và Chính trị của Học viện Malagasy. Học viện đã tổ chức các sự kiện vào năm 1987 để kỷ niệm 55 năm học tập của Raharijaona.
Raharijaona đã kết hôn với Jean và có một cô con gái Suzanne, một nhà xã hội học làm việc với Viện nghiên cứu khoa học Malagasy (một chi nhánh địa phương của Viện nghiên cứu recherche pour le développement). Berthe Raharijaona qua đời vào đầu năm 2003.